# Jacobus Mancadan

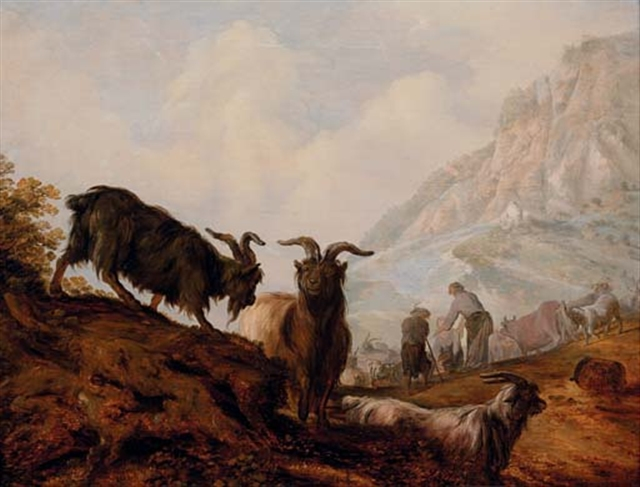
Leibeigene und Ziege in Berglandschaft. Öl auf Tafel, 39,6 × 56,6 cm. Nicht datiert

Jacobus Sibrandi Mancadan (* 1602 in Minnertsga; † 4. Oktober 1680 in Tjerkgaast) war ein niederländischer Maler und Politiker des Goldenen Zeitalters. Er ist hauptsächlich für Malereien der Landschaften seiner Heimatprovinz Friesland bekannt. Er wurde beeinflusst von Salvator Rosa.
Als Politiker war Mancadan der Bürgermeister von Franeker von 1637 bis 1639 und Leeuwarden 1645.